# Acostatrichia simulans
Acostatrichia simulans är en nattsländeart som beskrevs av Martin E. Mosely 1939. Acostatrichia simulans ingår i släktet Acostatrichia och familjen smånattsländor. Inga underarter finns listade i Catalogue of Life.